# Christian De Coninck
Christian De Coninck (Brussel, 23 juli 1960) is in België bekend als politiefunctionaris en auteur van misdaadromans. Hij groeide op in de schaduw van de Basiliek van Koekelberg waar de bakkerij van zijn ouders stond.

## Politie
Volgde de humaniora aan het Heilig-Hartcollege (Ganshoren). Na zijn studies werd hij aangeworven bij de gemeentelijke politie van Brussel, waar hij op zesentwintigjarige leeftijd promoveerde als adjunct-politiecommissaris. Hij werkte als wachtofficier, wijkofficier, diensthoofd van de territoriale veiligheid en lokale recherche, verbindingsofficier bij de Federale Overheidsdienst Binnenlandse Zaken om op 1 januari 2000 aangesteld te worden als woordvoerder.

## Auteur
In 2005 kluisterde een ziekte hem aan het ziekbed. Hij maakte van de gedwongen rust gebruik om een drie politieromans te schrijven: De Praagse Connectie, Het Octopuscomplex en Het Boemerangprincipe. Uitgeverij Houtekiet, aan wie het eerste manuscript werd voorgelegd, was onmiddellijk gecharmeerd door het verhaal rond het speurdersduo Stijn Goris en Stef Pauwels.
Het was de bedoeling om een politieman naar voor te brengen die als een mens reageert. "Politiemensen zijn geen robots of superflikken. Zij kennen emoties zoals iedereen. Gelukkig maar. Alleen moeten zij hun emoties aan de kapstok hangen, wanneer ze hun uniform aantrekken", zegt De Coninck. Juist daarom heeft hij zijn hoofdpersonage een trauma meegegeven. De jonge commissaris Goris werd immers tijdens zijn jonge jeugd herhaaldelijk seksueel misbruikt en lijdt hier nog steeds onder. Dit heeft ook zijn impact op het werk van de politieman.
Dankzij zijn werk als politieman komen in de boeken van De Coninck feiten voor die ook in het echte leven plaatsvonden. Hij gebruikt die elementen als randverhalen.
In 2007 werd het eerste boek aan de pers voorgesteld. Het werd heel goed onthaald en ze was heel lovend over De Praagse Connectie en de andere boeken. Zij werden trouwens alle meerdere keren herdrukt. In 2010 verscheen Het Münchensyndroom.
De Coninck werkt nog steeds als woordvoerder bij de Brusselse politie en is als dusdanig regelmatig te zien op televisie en te horen op de radio.
In 2011 is het vijfde boek van De Coninck verschenen onder de titel Het Duivelsdozijn. In 2012 kwam het boek De Gideonsbende uit.